# Георгий Агрикола
Гео́ргий Агри́кола (лат. Georgius Agricola, наст. имя — Ге́орг Па́вер (нем. Georg Pawer) или Ба́уэр (от нем. Bauer — «крестьянин»; 24 марта 1494, Глаухау — 21 ноября 1555, Хемниц) — немецкий учёный, считающийся одним из отцов минералогии.
Будучи учёным эпохи Возрождения, он также добился выдающихся достижений в области образования, медицины, метрологии, философии и истории.

## Биография
Георг Пауэр родился 24 марта 1494 года в саксонском городе Глаухау, и был вторым из семи детей преуспевающего портного.
С 1514 по 1518 годы учился филологии в Лейпцигском университете у профессора Петера Мозеллануса, гуманиста, последователя Эразма Роттердамского, который затем рекомендовал его в государственную школу в Цвиккау, где Агрикола стал ректором (1518 год). В 1520 году Агрикола возвратился в университет Лейпцига, чтобы изучить медицину. Там он вошёл в тесный контакт с кругом учёных гуманистов, которые поддерживали живой обмен идеями с Эразмусом, и это послужило началом дружбы между Агриколой и Эразмусом.
В 1518—1522 годах был ректором школы в Цвиккау.
Самые известные университеты тех дней были в Италии, и в 1523—1524 годах Агрикола занимался в университетах Болоньи и Падуи. Он посещал лекции Пьетро Помпонацци, преподавателя философии, который учил, что человек достигает счастья через практические, нравственно безупречные действия, а не благочестие. Агрикола впитал все эти идеи и сделал их основой своего будущего образа мыслей, при этом оставаясь почтительным католиком в течение всей жизни.
В 1526 году Агрикола вернулся в Саксонию и принял пост городского врача в Йоахимстале в Богемии (Чехии). Йоахимстал располагается посреди Рудных гор — в то время самой важной области горной промышленности в центральной Европе, именно там была выпущена серебряная монета, известная как «Joachimstaler» или просто «Taler», и на протяжении многих лет это была одна из самых популярных валют. В конечном счёте, название валюты было сформулировано на английском языке и звучало как «доллар». В Йоахимстале в 1527 году женился на вдове чиновника Анне Мейнер, которая принесла в семью большую долю акций соседнего серебряного рудника. Тот факт, что он стал совладельцем шахты, оказал сильное воздействие на дальнейшую жизнь Агриколы: он посвящал любое свободное время вопросам минералогии.
Переселившись в 1531 году в Хемниц, он целиком посвятил себя науке горного дела, получил от курфюрста Морица годовое содержание и готовую квартиру, а впоследствии занял в Хемнице место городского врача. Свободное время он посвятил написанию ещё 15 работ, в которых помимо минералогии и металлургии были затронуты такие темы, как религия, политика, история, лекарственные средства и землетрясения.
В 1546 году курфюрст Мориц сделал Агриколу бургомистром Хемница, впоследствии он повторно был выбран на эту однолетнюю должность в 1547, 1551 и 1553 годах. Это было весьма необычным, так как Агрикола был католиком, в то время как в населении Саксонии преобладали протестанты.
Агрикола был первым систематическим минералогом в Германии. Принимая во внимание морфологические признаки ископаемых, он различал простые и сложные минералы и разделял первые на земли, конкреции, камни и металлы. Эта система легла в основание всех дальнейших минералогических работ до XVIII столетия включительно.
До конца своих дней Агрикола оставался убеждённым католиком, несмотря на то, что весь Хемниц перешёл к лютеранскому вероисповеданию. 21 ноября 1555 года Агрикола умер, согласно легенде, от удара, который он перенёс во время горячих религиозных дебатов в Хемнице. Его родной город отказался от похорон католика, поэтому его тело перевезли в Цайц, расположенный на расстоянии 50 км от Хемница. Там Агриколу похоронили в кафедральном соборе. Отказ от захоронения Агриколы в Хемнице принёс печальные последствия: наследники Агриколы отказались сдать его неопубликованную работу, и, по крайней мере, восемь из его главных работ были утеряны.

## Память
В его честь названы лунные горы Агрикола.
Изображён на почтовой марке ГДР 1955 года.

## Сочинения и издания
Во время пребывания в Йоахимстале Агрикола издал свою первую работу «Bermannus sive de re Metallica» (1530 год), в которой он описал прогресс в технологии добычи, транспортировки, подготовки и переработки руд. Работа была издана в издательстве «Foben» в Базеле, Швейцария, главным редактором которого являлся Эразмус.
В 1544 году была написана «De Ortu et Causis Subterraneorum», а в 1545 году — «De Natura Quae Effluunt ex Terra», посвящённые физическим основам геологии. В них Агрикола описал ветер и воду как важные геологические силы. Именно благодаря этим работам он по праву считается «отцом геологии».

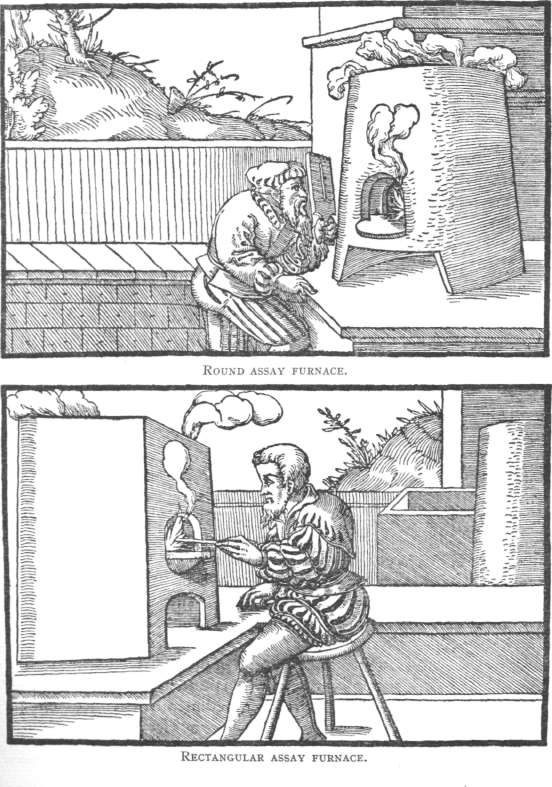
Купелирование. (Георгий Агрикола)

В 1546 году Агрикола создал книгу «De natura fossilum», в которой он предлагает морфологическую классификацию полезных ископаемых (названных тогда «окаменелостями») с точки зрения формы (сферы, конусы, пластины). Он был первым, кто смог различить «простые вещества» и «соединения». Во времена Агриколы химического знания практически не существовало и не было надлежащего химического анализа (кроме анализа руд при помощи огня), таким образом, морфологическая классификация руд в любом случае была несовершенна. При написании «De natura fossilum» и других работ по геологии и минералогии Агрикола встретился с рядом трудностей, связанных с тем, что в латинском языке не существовало аналогов терминам из области геологии, существовавшим лишь на английском и немецком языках. Чтобы обойти эти трудности, он был вынужден использовать более старые латинские слова, не подходящие по контексту, а также придумывать новые слова самостоятельно.
Благодаря многочисленным поездкам в горнодобывающие районы Саксонии Агрикола сумел изучить всю технологию горного дела. Результатом его двадцатилетних наблюдений является книга «De Re Metallica Libri XII», появившаяся в 1556 году, спустя год после его смерти, прелюдией к которой был изданный ранее трактат «Bermannus sive de re Metallica». Книга была издана в Базеле на латинском языке, позже она была переведена на многие другие языки. Друг Агриколы Филипп Бехиус (1521—1560), профессор Базельского университета, способствовал переводу книги на немецкий язык и опубликовал её в 1557 году под названием «Vom Bergkwerck XII Bücher». Это было первое систематическое исследование технологических процессов горного дела, и в течение двух столетий оно оставалось важнейшим руководством шахтёра. Книга состоит из 12 томов, включая сотни ксилографий, некоторые из которых изображают раннюю промышленную революцию. Первая глава содержит извинения за сравнение горного дела с другими отраслями добычи, такими, как сельское хозяйство или торговля. Во второй обсуждается развитие условий, то есть географические характеристики, дренажные системы, дороги, национальный суверенитет, в третьей — маркшейдерское дело. Четвёртый том говорит о распределении добычи и обязательствах чиновников. В пятом томе описаны виды шахт и возможности их усовершенствования. Шестая книга является самой большой, в ней описано оборудование горнодобывающей промышленности. Описание руд можно найти в седьмой книге, процесс их подготовки — в восьмой. Процесс плавления и извлечения металлов, как и руководство по использованию плавильных печей, занимают девятую книгу. В десятой, одиннадцатой и двенадцатой речь идёт о месторождениях драгоценных металлов, добыче соли, серы, битумов, а также стекла.
В работе «De Re Metallica Libri XII» Агрикола затрагивает некоторые этические и экологические вопросы: «… не может быть достойного возмещения за смерть или увечья <…> Леса и рощи вырубаются, а затем уничтожаются звери и птицы, очень многие из которых являются приятной пищей для человека. Кроме того, после промывки руд использованная вода отравляет ручьи и потоки и либо уничтожает рыбу, либо вынуждает её мигрировать. Поэтому жители этих регионов … испытывают значительные трудности в приобретении необходимого для жизни…».

## Сочинения
- Bermannus sive de re metallica. Belles Lettres, Paris 1990, ISBN 2-251-34504-3 (Nachdruck der Ausgabe Basel 1530)
- De re metallica libri XII. Springer, Berlin 2004, ISBN 3-540-20870-4
- в рус. пер. — О горном деле и металлургии. — М., 1962.
- Агрикола Г. О горном деле и металлургии в двенадцати книгах. — М.: Недра, 1986.
- Агрикола Г. — М.: «Гиперборея», «Кучково поле», 2008. — 712 с. — ISBN 978-5-901679-90-6.
- De animantibus subterraneis liber. VDI-Verlag, Düsseldorf 1978, ISBN 3-18-400400-7 (Nachdruck der Ausgabe Basel 1549)
- De natura eorum, quae effluunt ex terra. SNM, Bratislava 1996, ISBN 80-85753-91-X (Nachdruck der Ausgabe Basel 1546)
- De natura fossilium libri X. Dover Publications, Mineola, N.Y. 2004, ISBN 0-486-49591-4 (Nachdruck der Ausgabe Basel 1546)
- Агрикола Г. О природе ископаемых в десяти книгах. Кн. 4. — Калининград: «Музей янтаря», 2014. — ISBN 978-5-903920-37-2.
- 1544: De ortu et causis subterraneorum libri V (Г. Агрикола О подземной деятельности / Перевод А.Тимощука. — Луцк: Терен, 2021. 164с. — ISBN 978-617-7977-51-2)
- 1546: De veteribus et novis metallis libri II
- Агрикола Г. О месторождениях и рудниках в старое и новое время, в 2-х книгах. — М.: «Недра», 1972.
- 1550: De mensuris quibus intervalla metimur liber
- 1550: De precio metallorum et monetis liber III (в немецком переводе «Bergwerksbuch» Баз., 1621)